# Rząsiny
Rząsiny (Duits: Welkersdorf) is een dorp in het Poolse woiwodschap Neder-Silezië. 

## Bestuurlijke indeling
Na de Poolse annexatie van dit gebied in 1945 tot 1975 was Rząsiny een zelfstandige gemeente, in de periode van 1975 tot aan de grote bestuurlijke herindeling van Polen in 1998 viel het dorp bestuurlijk onder woiwodschap Jelenia Góra, vanaf 1998 valt het onder woiwodschap Neder-Silezië, Powiat (district) Lwówecki en maakt het deel uit van de gemeente Gryfów Śląski. Rząsiny ligt op 7 km ten noorden van Gryfów Śląski, 11 km ten westen van Lwówek Śląski, en 112 km ten westen van de provinciehoofdstad (woiwodschap) Wrocław.

## Bezienswaardigheden
- De ruïne van kasteel Podskale (Duits: Talkenstein)  uit de dertiende eeuw[2]
- Paleis uit het eind van de achttiende eeuw, inclusief park (anno 2017 in vervallen staat)
- Evangelische kerk, nu Rooms-Katholieke Kerk, Onze Lieve Vrouwenkerk van "Ostra Brama", (letterlijk vertaald: Poort van de dageraad) uit de jaren 1751-1753
- Kerkhof met Duitse oorlogsgraven.

## Foto's

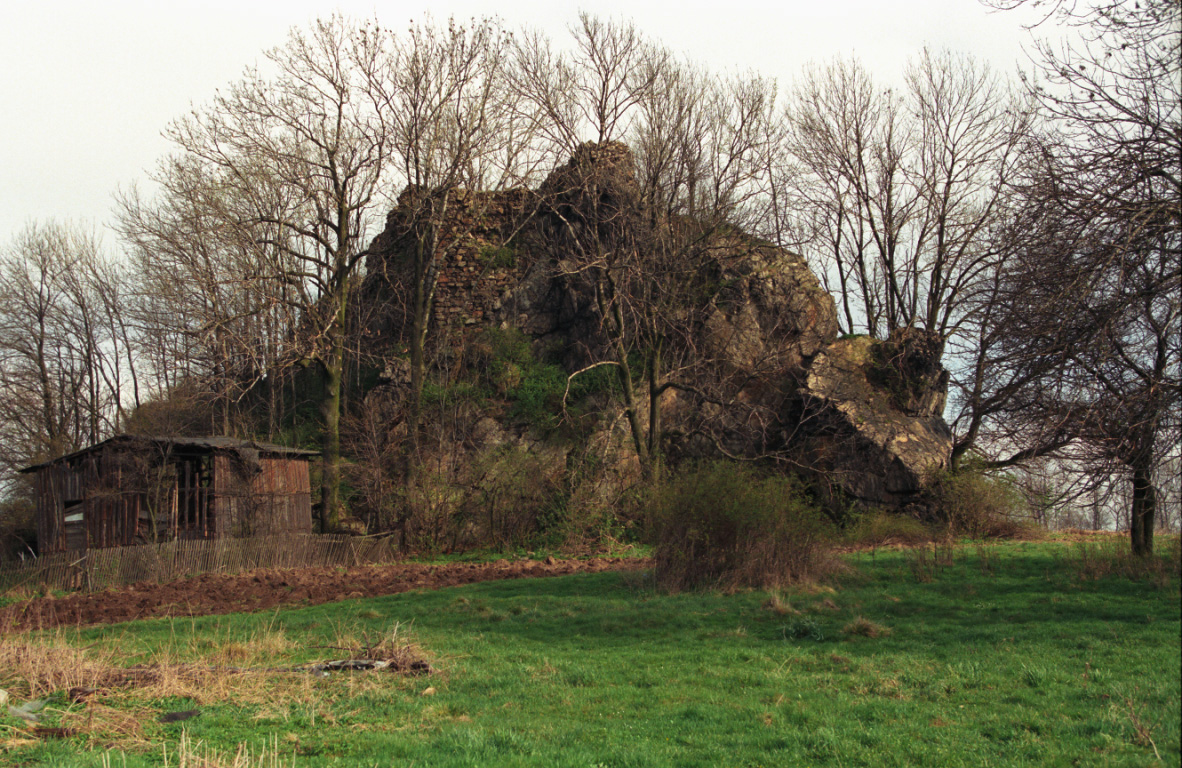
Ruïne van kasteel Podskale
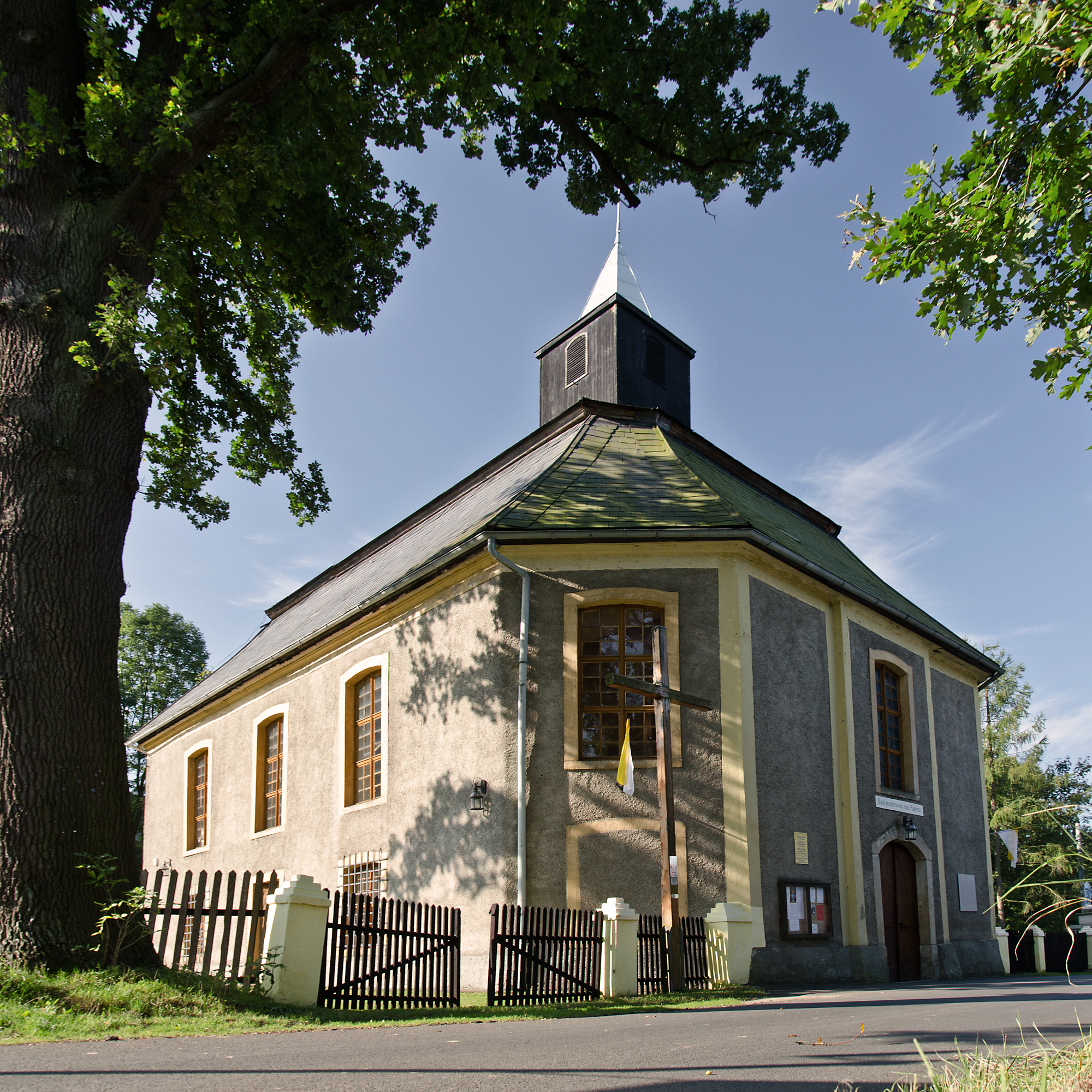
Onze Lieve Vrouwenkerk van "Ostra Brama"
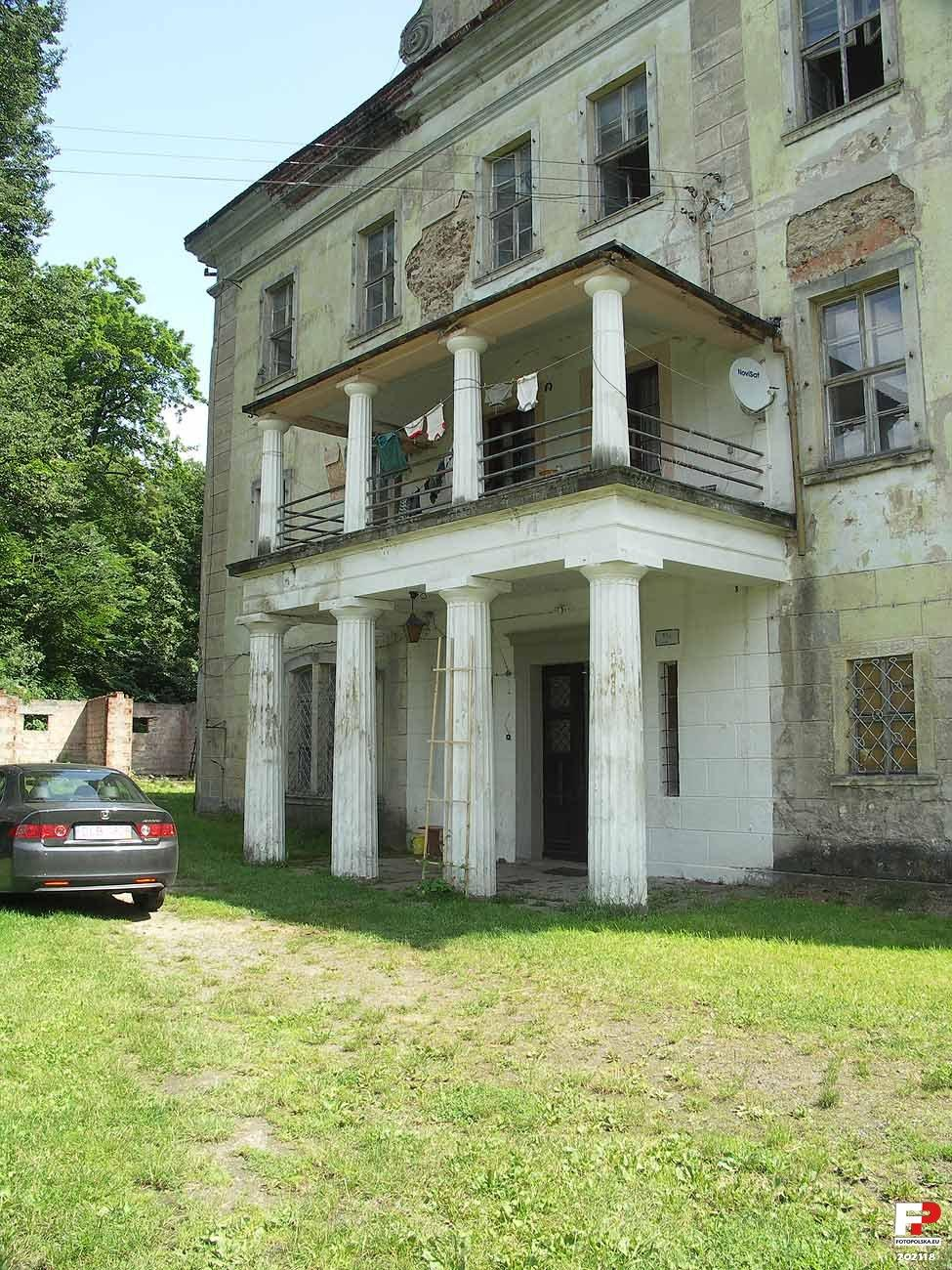
Paleis uit het eind van de achttiende eeuw